# Clive Mullings
Clive Mullings (* 3. Juli 1957) ist ein jamaikanischer Politiker der Jamaica Labour Party (JLP). Er war von September 2007 bis April 2009 Bergbau- und Energieminister Jamaikas und übernahm das Ministerium ein weiteres Mal zwischen Juli 2011 und Januar 2012.

## Leben
Mullings besuchte das Kingston College und studierte anschließend Rechtswissenschaft an der University of the West Indies (UWI). Er ist beruflich als Rechtsanwalt in Montego Bay tätig.
Im Jahr 1989 trat er zunächst der People’s National Party (PNP) bei. Er wechselte 1998 zur JLP. Mullings war zeitweise stellvertretender Generalsekretär (Deputy General Secretary) der JLP.
Bei den Parlamentswahlen im Jahr 2002 wurde Mullings als Kandidat der JLP für den Wahlkreis West Central St. James ins Repräsentantenhaus gewählt. Er war im Parlament Oppositionssprecher für Bergbau-, Energie- und Telekommunikationspolitik. Bei der folgenden Wahl am 3. September 2007 konnte Mullings seinen Wahlkreis wieder gewinnen. Die JLP errang bei dieser Wahl die Mehrheit der Parlamentssitze und bildete die neue Regierung. Mullings wurde am 14. September 2007 als Minister of Mining, Energy and Telecommunications vereidigt. Ab 2008 war er Minister of Energy, im Zuge einer Kabinettsumbildung am 6. April 2009 reichte Mullings seinen Rücktritt ein und gab das umstrukturierte Ministerium an James Robertson ab. Dem Repräsentantenhaus gehörte er auch danach weiterhin an. Nachdem Robertson Ende Mai 2011 vom Ministeramt zurückgetreten war, übernahm Mullings im Rahmen einer weiteren Kabinettsumbildung ab dem 1. Juli 2011 wieder das Bergbau- und Energieministerium. Auch nach dem Rücktritt von Golding im Oktober 2011 blieb Montague als Bergbau- und Energieminister Mitglied des Kabinetts von Goldings Nachfolger Andrew Holness.
Bei den vorgezogenen Parlamentswahlen am 29. Dezember 2011, die von der PNP gewonnen wurden, konnte Mullings sein Abgeordnetenmandat nicht verteidigen. Er unterlag im Wahlkreis West Central St. James gegen Sharon Ffolkes Abrahams von der PNP.